# Tennistavolo ai II Giochi europei
Le gare di tennistavolo ai II Giochi europei sono state disputate a Minsk dal 22 al 29 giugno 2019.

## Podi
| Evento              | Oro                                                     | Argento                                                  | Bronzo                                                 |
| Singolare maschile  | Timo Boll                                               | Jonathan Groth                                           | Tomislav Pucar                                         |
| Singolare femminile | Fu Yu                                                   | Han Ying                                                 | Ni Xialian                                             |
| A squadre maschile  | Germania Patrick Franziska Dimitrij Ovtcharov Timo Boll | Svezia Jon Persson Kristian Karlsson Mattias Falck       | Portogallo Tiago Apolónia Marcos Freitas João Monteiro |
| A squadre femminile | Germania Han Ying Nina Mittelham Shan Xiaona            | Romania Bernadette Szőcs Daniela Dodean Elizabeta Samara | Polonia Li Qian Natalia Bajor Natalia Partyka          |
| Doppio misto        | Germania Patrick Franziska Petrissa Solja               | Romania Ovidiu Ionescu Bernadette Szőcs                  | Francia Tristan Flore Laura Gasnier                    |